# Fusceulima fulva
Fusceulima fulva is een slakkensoort uit de familie van de Eulimidae. De wetenschappelijke naam van de soort is voor het eerst geldig gepubliceerd in 1897 door Watson.